# 350 Dywizja Strzelecka (ZSRR)
350 Dywizja Strzelecka (ros. 350-я стрелковая дивизия) – związek taktyczny (dywizja piechoty) Armii Czerwonej.
Sformowana w czasie II wojny światowej, w 1941, w Atkarsku. Broniła Moskwy przed niemieckim najeźdźcą, szła przez Ukrainę (Żytomierz, Krzemieniec) i Polskę (Sandomierz). W składzie 27 Korpusu Strzeleckiego brała udział w operacji berlińskiej.  Wojnę zakończyła w Pradze. 1180 Pułkiem Piechoty należącyn do 350 DP dowodził do 27 stycznia 1945 płk Wasyl Skopenko (poległ pod Ścinawą za Wrocławiem).

## Dowódcy dywizji
- płk Piotr Awdiejenko (01.09.1941 - 20.03.1942)
- gen. mjr Michaił Głuchow (21.03.1942 - 02.04.1942)
- płk Aleksandr Griczenko (03.04.1942 - 06.03.1943)
- płk Grigorij Zwieriew (07.03.1943 - 12.04.1943)
- gen. mjr Aleksandr Griczenko (13.04.1943 - 19.08.1943)
- płk Aleksiej Korucewicz (20.08.1943 - 03.09.1943)
- gen. mjr Grigorij Wiechin (04.09.1943 - 11.05.1945)[4]

## Struktura organizacyjna
- 1176 Pułk Piechoty
- 1178 Pułk Piechoty
- 1180 Pułk Piechoty[5], dowódca ppłk Wasyl Skopenko[3]
- 917 Pułk Artylerii[6]